# Errhomus reflexus
Errhomus reflexus är en insektsart som beskrevs av Paul W. Oman 1987. Errhomus reflexus ingår i släktet Errhomus och familjen dvärgstritar. Inga underarter finns listade i Catalogue of Life.